# مقدماتی جام جهانی باشگاه‌ها ۲۰۲۵
مقدماتی جام جهانی باشگاه‌ها ۲۰۲۵ فرآیندی مقدماتی بود که ۳۲ شرکت کننده در جام جهانی باشگاه‌ها ۲۰۲۵ را مشخص کرد. قرار است مسابقات نهایی از ۱۴ ژوئن تا ۱۳ ژوئیه ۲۰۲۵ در ایالات متحده برگزار شود.
اکثر تیم‌ها بر اساس عملکردشان در مسابقات قهرمانی باشگاهی کنفدراسیون مربوطه، به این مسابقات راه یافتند. تنها یک مسابقه پلی آف به عنوان بخشی از مسابقات مقدماتی برگزار شد که تیم نهایی جام جهانی باشگاه‌ها را مشخص کرد.

## سهمیه‌بندی
در ۱۴ فوریه ۲۰۲۳، شورای فیفا تخصیص سهمیه برای مسابقات ۲۰۲۵ را بر اساس "مجموعه‌ای از ضوابط و معیارهای عینی" تصویب کرد. یوفا با ۱۲ سهمیه بیشترین امتیاز را به خود اختصاص داد، در حالی که کونمبول با ۶ سهمیه، جایگاه دوم را به خود اختصاص داد. به ای‌اف‌سی، کاف و کونکاکاف چهار سهمیه داده شد، در حالی که به اواف‌سی و تیم میزبان هر کدام یک سهمیه داده شد. در ۱۴ مارس، شورای فیفا اصول کلیدی فهرست دسترسی برای مسابقات را تصویب کرد. اصول با در نظر گرفتن یک دوره چهار ساله از ۲۰۲۱ تا ۲۰۲۴ به شرح زیر است:
- کونمبول و یوفا (بیش از چهار سهمیه): دسترسی برای برندگان چهار فصل قبلی رقابت‌های باشگاهی برتر کنفدراسیون، و تیم‌های اضافی که براساس رده‌بندی باشگاهی دوره چهار ساله تعیین می‌شوند.
- ای‌اف‌سی، کاف و کونکاکاف (هر کدام چهار جایگاه): دسترسی برای برندگان چهار فصل قبلی رقابت‌های باشگاهی برتر کنفدراسیون.[یادداشت ۱]
- اواف‌سی (یک سهمیه): دسترسی برای باشگاه دارای بالاترین رتبه بین برندگان چهار فصل قبلی مسابقات باشگاهی برتر کنفدراسیون.[یادداشت ۲]
- کشور میزبان (یک سهمیه): بعدا مشخص شد.

اگر یک باشگاه دو یا چند فصل از رقابت‌های باشگاهی برتر کنفدراسیون خود را برنده شود، تیم‌های اضافی با رده بندی باشگاهی دوره چهار ساله مشخص می‌شوند. محدودیت دو باشگاه در هر کشور اعمال خواهد شد، به استثنای باشگاه‌های قهرمان در صورتی که بیش از دو باشگاه از یک کشور در مسابقات باشگاهی برتر کنفدراسیون خود برنده شوند. روش محاسبه برای رده‌بندی باشگاه‌های چهار ساله در هر کنفدراسیون براساس معیارهای ورزشی خواهد بود و پس از مشورت با کنفدراسیون‌ها و سهامداران نهایی خواهد شد.

### انتخاب باشگاه میزبان
همانند دوره‌های قبلی جام جهانی باشگاه‌ها، در قالب جدید، یک جایگاه برای کشور میزبان در نظر گرفته شده است. به طور سنتی، این جایگاه توسط مدافع عنوان قهرمانی کشور میزبان پر می‌شود. قهرمان لیگ برتر فوتبال آمریکا به جای رکورد فصل عادی، با یک بازی پلی آف پس از فصل تعیین می‌شود (برای فصل ۲۰۲۴، این تیم ال‌ای گلکسی بود). روش دقیق صعود برای مدت طولانی نامشخص مانده بود. در مسابقه میان‌فصل ستارگان ام‌ال‌اس، دون گاربر، کمیسر لیگ، پیشنهاد داد که این جایگاه می‌تواند با برنده ساپورترز شیلد ام‌ال‌اس ۲۰۲۴، برنده جام ام‌ال‌اس ۲۰۲۴ یا یک پلی‌آف احتمالی بین آنها پر شود.
در ۱۹ اکتبر ۲۰۲۴، فیفا اعلام کرد که جایگاه نهایی به تیم اینتر میامی به عنوان برنده ساپورترز شیلد ۲۰۲۴، قبل از شروع مراحل پلی آف جام ام‌ال‌اس ۲۰۲۴ و پس از اینکه اینتر میامی جام ساپورترز شیلد را برده بود، داده خواهد شد. دلیل این امر این بود که جام باشگاه‌های جهان به طور سنتی قهرمان میزبان را از طریق تیمی که در "شرایط لیگ" جام قهرمانی را به دست آورده است، انتخاب می‌کند. فیفا توضیح داد که برنده ساپورترز شیلد را انتخاب کرده است زیرا این جایزه منعکس کننده شرایط لیگ است، برخلاف جام ام‌ال‌اس. همچنین اظهار داشت که این تصمیم را قبل از پیروزی اینتر میامی گرفته است، اما نمی‌تواند آن را تا زمانی که مقررات در کنوانسیون‌های از پیش تعیین شده تصویب نشده است، اعلام کند.
این تصمیم به دلیل عدم شفافیت، عدم احراز صلاحیت بر اساس شایستگی ورزشی سنتی و به عنوان تلاشی برای جلب حمایت حامیان مالی با اطمینان از حضور لیونل مسی در مسابقات، مورد انتقاد طرفداران و کارشناسان رسانه قرار گرفت. در ۱۰ نوامبر ۲۰۲۴، اینتر میامی در دور اول پلی آف جام ام‌ال‌اس ۲۰۲۴ شکست خورد و توسط آتلانتا یونایتد حذف شد. با وجود این، خراردو مارتینو، سرمربی اینتر میامی، از انتخاب تیم دفاع کرد و استدلال کرد که ساپورترز شیلد توجیه کافی برای انتخاب این تیم است.

## تیم‌های راه یافته
تیم‌های زیر به مسابقات راه یافته‌اند:
| کنفدراسیون         | تیم                | نحوه صعود                                                         | تاریخ صعود     | تعداد حضور                                                                         |
| ------------------ | ------------------ | ----------------------------------------------------------------- | -------------- | ---------------------------------------------------------------------------------- |
| ای‌اف‌سی (۴ سهمیه)   | الهلال             | قهرمان لیگ قهرمانان آسیا ۲۰۲۱                                     | ۱۴ مارس ۲۰۲۳   | چهارمین (قبلی: ۲۰۱۹، ۲۰۲۱، ۲۰۲۲)                                                   |
| ای‌اف‌سی (۴ سهمیه)   | اوراوا رد دایموندز | قهرمان لیگ قهرمانان آسیا ۲۰۲۲                                     | ۶ مه ۲۰۲۳      | چهارمین (قبلی: ۲۰۰۷، ۲۰۱۷، ۲۰۲۳)                                                   |
| ای‌اف‌سی (۴ سهمیه)   | العین              | قهرمان لیگ قهرمانان آسیا ۲۴–۲۰۲۳                                  | ۲۵ مه ۲۰۲۴     | دومین (قبلی: ۲۰۱۸)                                                                 |
| ای‌اف‌سی (۴ سهمیه)   | اولسان اچ‌دی        | بهترین تیم واجد شرایط در رتبه‌بندی چهار ساله ای‌اف‌سی                | ۱۷ آوریل ۲۰۲۴  | سومین (قبلی: ۲۰۱۲ و ۲۰۲۰)                                                          |
| کاف (۴ سهمیه)      | الاهلی             | قهرمان لیگ قهرمانان آفریقا ۲۱–۲۰۲۰                                | ۱۴ مارس ۲۰۲۳   | دهمین (قبلی: ۲۰۰۵، ۲۰۰۶، ۲۰۰۸، ۲۰۱۲، ۲۰۱۳، ۲۰۲۰، ۲۰۲۱، ۲۰۲۲، ۲۰۲۳)                 |
| کاف (۴ سهمیه)      | الوداد             | قهرمان لیگ قهرمانان آفریقا ۲۲–۲۰۲۱                                | ۱۴ مارس ۲۰۲۳   | سومین (قبلی: ۲۰۱۷، ۲۰۲۲)                                                           |
| کاف (۴ سهمیه)      | اسپرانس تونس       | بهترین تیم واجد شرایط در رتبه‌بندی چهار ساله کاف                   | ۲۶ آوریل ۲۰۲۴  | چهارمین (قبلی: ۲۰۱۱، ۲۰۱۸، ۲۰۱۹)                                                   |
| کاف (۴ سهمیه)      | ماملودی سانداونز   | دومین تیم واجد شرایط در رتبه‌بندی چهار ساله کاف                    | ۲۶ آوریل ۲۰۲۴  | دومین (قبلی: ۲۰۱۶)                                                                 |
| کونکاکاف (۴ سهمیه) | مونتری             | قهرمان لیگ قهرمانان کونکاکاف ۲۰۲۱                                 | ۱۴ مارس ۲۰۲۳   | ششمین (قبلی: ۲۰۱۱، ۲۰۱۲، ۲۰۱۳، ۲۰۱۹، ۲۰۲۱)                                         |
| کونکاکاف (۴ سهمیه) | سیاتل ساندرز       | قهرمان لیگ قهرمانان کونکاکاف ۲۰۲۲                                 | ۱۴ مارس ۲۰۲۳   | دومین (قبلی: ۲۰۲۲)                                                                 |
| کونکاکاف (۴ سهمیه) | پاچوکا             | قهرمان جام قهرمانان کونکاکاف ۲۰۲۴                                 | ۱ ژوئن ۲۰۲۴    | پنجمین (قبلی: ۲۰۰۷، ۲۰۰۸، ۲۰۱۰، ۲۰۱۷)                                              |
| کونکاکاف (۴ سهمیه) | لس آنجلس           | برنده مسابقه پلی آف                                               | ۳۱ مه ۲۰۲۵     | اولین                                                                              |
| کونمبول (۶ سهمیه)  | پالمیراس           | قهرمان جام لیبرتادورس ۲۰۲۱                                        | ۱۴ مارس ۲۰۲۳   | سومین (قبلی: ۲۰۲۰، ۲۰۲۱)                                                           |
| کونمبول (۶ سهمیه)  | فلامینگو           | قهرمان جام لیبرتادورس ۲۰۲۲                                        | ۱۴ مارس ۲۰۲۳   | سومین (قبلی: ۲۰۱۹، ۲۰۲۲)                                                           |
| کونمبول (۶ سهمیه)  | فلومیننزه          | قهرمان جام لیبرتادورس ۲۰۲۳                                        | ۴ نوامبر ۲۰۲۳  | دومین (قبلی: ۲۰۲۳)                                                                 |
| کونمبول (۶ سهمیه)  | بوتافوگو           | قهرمان جام لیبرتادورس ۲۰۲۴                                        | ۳۰ نوامبر ۲۰۲۴ | اولین                                                                              |
| کونمبول (۶ سهمیه)  | ریور پلاته         | بهترین تیم واجد شرایط در رتبه‌بندی چهار ساله کونمبول               | ۱۴ مه ۲۰۲۴     | سومین (قبلی: ۲۰۱۵، ۲۰۱۸)                                                           |
| کونمبول (۶ سهمیه)  | بوکا جونیورز       | دومین تیم واجد شرایط در رتبه‌بندی چهار ساله کونمبول                | ۲۲ اوت ۲۰۲۴    | دومین (قبلی: ۲۰۰۷)                                                                 |
| اواف‌سی (۱ سهمیه)   | اوکلند سیتی        | بهترین قهرمان لیگ قهرمانان اقیانوسیه در رتبه‌بندی چهار ساله اواف‌سی | ۱۷ دسامبر ۲۰۲۳ | دوازدهمین (قبلی: ۲۰۰۶, ۲۰۰۹, ۲۰۱۱, ۲۰۱۲, ۲۰۱۳, ۲۰۱۴, ۲۰۱۵, ۲۰۱۶, ۲۰۱۷, ۲۰۲۲, ۲۰۲۳) |
| یوفا (۱۲ سهمیه)    | چلسی               | قهرمان لیگ قهرمانان اروپا ۲۱–۲۰۲۰                                 | ۱۴ مارس ۲۰۲۳   | سومین (قبلی: ۲۰۱۲، ۲۰۲۱)                                                           |
| یوفا (۱۲ سهمیه)    | رئال مادرید        | قهرمان لیگ قهرمانان اروپا ۲۲–۲۰۲۱                                 | ۱۴ مارس ۲۰۲۳   | هفتمین (قبلی: ۲۰۰۰، ۲۰۱۴، ۲۰۱۶، ۲۰۱۷، ۲۰۱۸، ۲۰۲۲)                                  |
| یوفا (۱۲ سهمیه)    | منچستر سیتی        | قهرمان لیگ قهرمانان اروپا ۲۳–۲۰۲۲                                 | ۱۰ ژوئن ۲۰۲۳   | دومین (قبلی: ۲۰۲۳)                                                                 |
| یوفا (۱۲ سهمیه)    | بایرن مونیخ        | بهترین تیم واجد شرایط در رتبه‌بندی چهار ساله یوفا                  | ۱۷ دسامبر ۲۰۲۳ | سومین (قبلی: ۲۰۱۳، ۲۰۲۰)                                                           |
| یوفا (۱۲ سهمیه)    | پاری سن-ژرمن       | دومین تیم واجد شرایط در رتبه‌بندی چهار ساله یوفا                   | ۱۷ دسامبر ۲۰۲۳ | اولین                                                                              |
| یوفا (۱۲ سهمیه)    | اینتر میلان        | سومین تیم واجد شرایط در رتبه‌بندی چهار ساله یوفا                   | ۱۷ دسامبر ۲۰۲۳ | دومین (قبلی: ۲۰۱۰)                                                                 |
| یوفا (۱۲ سهمیه)    | پورتو              | چهارمین تیم واجد شرایط در رتبه‌بندی چهار ساله یوفا                 | ۱۷ دسامبر ۲۰۲۳ | اولین                                                                              |
| یوفا (۱۲ سهمیه)    | بنفیکا             | پنجمین تیم واجد شرایط در رتبه‌بندی چهار ساله یوفا                  | ۱۷ دسامبر ۲۰۲۳ | اولین                                                                              |
| یوفا (۱۲ سهمیه)    | بروسیا دورتموند    | ششمین تیم واجد شرایط در رتبه‌بندی چهار ساله یوفا                   | ۶ مارس ۲۰۲۴    | اولین                                                                              |
| یوفا (۱۲ سهمیه)    | یوونتوس            | هفتمین تیم واجد شرایط در رتبه‌بندی چهار ساله یوفا                  | ۱۲ مارس ۲۰۲۴   | اولین                                                                              |
| یوفا (۱۲ سهمیه)    | اتلتیکو مادرید     | هشتمین تیم واجد شرایط در رتبه‌بندی چهار ساله یوفا                  | ۱۶ آوریل ۲۰۲۴  | اولین                                                                              |
| یوفا (۱۲ سهمیه)    | ردبول سالزبورگ     | نهمین تیم واجد شرایط در رتبه‌بندی چهار ساله یوفا                   | ۱۷ آوریل ۲۰۲۴  | اولین                                                                              |
| میزبان (۱ سهمیه)   | اینتر میامی        | قهرمان فصل عادی لیگ برتر ایالات متحده آمریکا ۲۰۲۴                 | ۱۹ اکتبر ۲۰۲۴  | اولین                                                                              |

### بر اساس کشور
| کشور                  | تیم‌ها              |
| --------------------- | ------------------ |
| برزیل (۴)             | بوتافوگو           |
| برزیل (۴)             | فلامینگو           |
| برزیل (۴)             | فلومیننزه          |
| برزیل (۴)             | پالمیراس           |
| ایالات متحده (۳)      | اینتر میامی        |
| ایالات متحده (۳)      | لس آنجلس           |
| ایالات متحده (۳)      | سیاتل ساندرز       |
| آرژانتین (۲)          | بوکا جونیورز       |
| آرژانتین (۲)          | ریور پلاته         |
| انگلیس (۲)            | چلسی               |
| انگلیس (۲)            | منچستر سیتی        |
| آلمان (۲)             | بایرن مونیخ        |
| آلمان (۲)             | بروسیا دورتموند    |
| ایتالیا (۲)           | اینتر میلان        |
| ایتالیا (۲)           | یوونتوس            |
| مکزیک (۲)             | مونتری             |
| مکزیک (۲)             | پاچوکا             |
| پرتغال (۲)            | بنفیکا             |
| پرتغال (۲)            | پورتو              |
| اسپانیا (۲)           | اتلتیکو مادرید     |
| اسپانیا (۲)           | رئال مادرید        |
| اتریش (۱)             | ردبول سالزبورگ     |
| مصر (۱)               | الاهلی             |
| فرانسه (۱)            | پاری سن-ژرمن       |
| ژاپن (۱)              | اوراوا رد دایموندز |
| مراکش (۱)             | الوداد             |
| نیوزیلند (۱)          | اوکلند سیتی        |
| عربستان سعودی (۱)     | الهلال             |
| آفریقای جنوبی (۱)     | ماملودی سانداونز   |
| کره جنوبی (۱)         | اولسان اچ‌دی        |
| تونس (۱)              | اسپرانس تونس       |
| امارات متحده عربی (۱) | العین              |

## رتبه‌بندی کنفدراسیون‌ها
برای کنفدراسیون‌های غیر از یوفا، روش به شرح زیر بود:
- ۳ امتیاز برای برد
- ۱ امتیاز برای تساوی
- ۳ امتیاز برای صعود موفقیت‌آمیز به هر مرحله جدید از مسابقاتروشی که یوفا برای محاسبه ضریب باشگاه استفاده می‌کرد، «به طور استثنایی» برای رتبه‌بندی تیم‌های اروپایی اعمال شد،[۲۲][یادداشت ۶] و به شرح زیر بود:
- ۲ امتیاز برای برد
- ۱ امتیاز برای تساوی
- ۴ امتیاز برای حضور در مرحله گروهی
- ۵ امتیاز برای صعود به مرحله یک‌هشتم نهایی
- ۱ امتیاز برای صعود به هر مرحله بعد از آن

| راهنما | راهنما                          |
| ------ | ------------------------------- |
|        | حضور از طریق میزبانی            |
|        | حضور از طریق قهرمانی در مسابقات |
|        | حضور از طریق رده‌بندی            |
|        | حضور در بازی پلی آف             |

### ای‌اف‌سی
| رتبه | تیم                   | امتیاز کلی | امتیاز مسابقات | امتیاز بازی‌ها | ب  | م  | ش | عملکرد        | عملکرد        | عملکرد        |
| رتبه | تیم                   | امتیاز کلی | امتیاز مسابقات | امتیاز بازی‌ها | ب  | م  | ش | ۲۰۲۱          | ۲۰۲۲          | ۲۴–۲۰۲۳       |
| ---- | --------------------- | ---------- | -------------- | ------------- | -- | -- | - | ------------- | ------------- | ------------- |
| ۱    | الهلال                | ۱۱۸        | ۴۲             | ۷۶            | ۲۴ | ۴  | ۵ | قهرمان        | فینال         | نیمه نهایی    |
| ۲    | اولسان اچ‌دی           | ۸۱         | ۲۷             | ۵۴            | ۱۶ | ۶  | ۵ | نیمه نهایی    | مرحله گروهی   | نیمه نهایی    |
| ۳    | چونبوک هیوندای موتورز | ۸۰         | ۳۰             | ۵۰            | ۱۳ | ۱۱ | ۳ | یک‌چهارم نهایی | نیمه نهایی    | یک‌چهارم نهایی |
| ۴    | کاوازاکی فرونتال      | ۶۴         | ۱۵             | ۴۹            | ۱۵ | ۴  | ۲ | یک‌هشتم نهایی  | مرحله گروهی   | یک‌هشتم نهایی  |
| ۵    | النصر                 | ۶۱         | ۲۱             | ۴۰            | ۱۲ | ۴  | ۳ | نیمه نهایی    | –             | یک‌چهارم نهایی |
| ۶    | یوکوهاما مارینوس      | ۶۰         | ۲۱             | ۳۹            | ۱۲ | ۳  | ۶ | یک‌هشتم نهایی  | –             | فینال         |
| ۷    | پوهانگ استیلرز        | ۵۶         | ۲۱             | ۳۵            | ۱۰ | ۵  | ۳ | فینال         | –             | یک‌هشتم نهایی  |
| ۸    | الدحیل                | ۵۳         | ۱۸             | ۳۵            | ۱۰ | ۵  | ۶ | مرحله گروهی   | نیمه نهایی    | مرحله گروهی   |
| ۹    | اوراوا رد دایموندز    | ۴۹         | ۱۸             | ۳۱            | ۹  | ۴  | ۴ | –             | قهرمان        | مرحله گروهی   |
| ۱۰   | بی‌جی پاتوم یونایتد    | ۴۶         | ۱۸             | ۲۸            | ۸  | ۴  | ۹ | یک‌هشتم نهایی  | یک‌چهارم نهایی | مرحله گروهی   |
| ۱۱   | العین                 | ۴۳         | ۱۵             | ۲۸            | ۹  | ۱  | ۴ | –             | –             | قهرمان        |

### کاف
| رتبه | تیم              | امتیاز کلی | امتیاز مسابقات | امتیاز بازی‌ها | ب  | م  | ش  | عملکرد        | عملکرد        | عملکرد        | عملکرد        |
| رتبه | تیم              | امتیاز کلی | امتیاز مسابقات | امتیاز بازی‌ها | ب  | م  | ش  | ۲۱–۲۰۲۰       | ۲۲–۲۰۲۱       | ۲۳–۲۰۲۲       | ۲۴–۲۰۲۳       |
| ---- | ---------------- | ---------- | -------------- | ------------- | -- | -- | -- | ------------- | ------------- | ------------- | ------------- |
| ۱    | الاهلی           | ۱۴۰        | ۴۸             | ۹۲            | ۲۶ | ۱۴ | ۶  | قهرمان        | فینال         | قهرمان        | قهرمان        |
| ۲    | الوداد           | ۱۰۸        | ۳۶             | ۷۲            | ۲۱ | ۹  | ۹  | نیمه نهایی    | قهرمان        | فینال         | مرحله گروهی   |
| ۳    | اسپرانس تونس     | ۱۰۰        | ۳۶             | ۶۴            | ۱۷ | ۱۳ | ۱۰ | نیمه نهایی    | یک‌چهارم نهایی | نیمه نهایی    | فینال         |
| ۴    | ماملودی سانداونز | ۹۸         | ۳۰             | ۶۸            | ۱۹ | ۱۱ | ۶  | یک‌چهارم نهایی | یک‌چهارم نهایی | نیمه نهایی    | نیمه نهایی    |
| ۵    | شباب بلوزداد     | ۶۳         | ۲۱             | ۴۲            | ۱۱ | ۹  | ۱۰ | یک‌چهارم نهایی | یک‌چهارم نهایی | یک‌چهارم نهایی | مرحله گروهی   |
| ۶    | پترو اتلتیکو     | ۵۸         | ۲۱             | ۳۷            | ۹  | ۱۰ | ۱۱ | مرحله گروهی   | نیمه نهایی    | مرحله گروهی   | یک‌چهارم نهایی |
| ۷    | سیمبا            | ۵۵         | ۱۸             | ۳۷            | ۱۱ | ۴  | ۹  | یک‌چهارم نهایی | –             | یک‌چهارم نهایی | یک‌چهارم نهایی |
| ۸    | الرجا            | ۴۵         | ۱۲             | ۳۳            | ۱۰ | ۳  | ۳  | –             | یک‌چهارم نهایی | یک‌چهارم نهایی | –             |
| ۹    | الهلال           | ۳۵         | ۱۲             | ۲۳            | ۵  | ۸  | ۱۱ | مرحله گروهی   | مرحله گروهی   | مرحله گروهی   | مرحله گروهی   |
| ۱۰   | تی‌پی مازمبه      | ۳۲         | ۱۲             | ۲۰            | ۵  | ۵  | ۶  | مرحله گروهی   | –             | –             | نیمه نهایی    |

### کونکاکاف
| رتبه | تیم              | امتیاز کلی | امتیاز مسابقات | امتیاز بازی‌ها | ب  | م | ش | عملکرد        | عملکرد        | عملکرد       | عملکرد        |
| رتبه | تیم              | امتیاز کلی | امتیاز مسابقات | امتیاز بازی‌ها | ب  | م | ش | ۲۰۲۱          | ۲۰۲۲          | ۲۰۲۳         | ۲۰۲۴          |
| ---- | ---------------- | ---------- | -------------- | ------------- | -- | - | - | ------------- | ------------- | ------------ | ------------- |
| ۱    | مونتری           | ۵۲         | ۲۱             | ۳۱            | ۱۰ | ۱ | ۲ | قهرمان        | -             | -            | نیمه نهایی    |
| ۲    | لئون             | ۴۷         | ۲۱             | ۲۶            | ۸  | ۲ | ۴ | یک‌هشتم نهایی  | یک‌چهارم نهایی | قهرمان       | -             |
| ۳    | آمریکا           | ۴۴         | ۲۱             | ۲۳            | ۷  | ۲ | ۴ | فینال         | -             | -            | نیمه نهایی    |
| ۴    | فیلادلفیا یونیون | ۴۱         | ۲۱             | ۲۰            | ۵  | ۵ | ۴ | نیمه نهایی    | -             | نیمه نهایی   | یک‌هشتم نهایی  |
| ۵    | کروز آزول        | ۳۹         | ۱۸             | ۲۱            | ۶  | ۳ | ۳ | نیمه نهایی    | نیمه نهایی    | -            | -             |
| ۶    | کلمبوس کرو       | ۳۷         | ۱۸             | ۱۹            | ۵  | ۴ | ۲ | یک‌چهارم نهایی | -             | -            | فینال         |
| ۷    | پاچوکا           | ۳۴         | ۱۵             | ۱۹            | ۵  | ۴ | ۰ | -             | -             | یک‌هشتم نهایی | قهرمان        |
| ۸    | تیگرس اونال      | ۳۲         | ۱۵             | ۱۷            | ۴  | ۵ | ۱ | -             | -             | نیمه نهایی   | یک‌چهارم نهایی |
| ۹    | سیاتل ساندرز     | ۲۸         | ۱۲             | ۱۶            | ۴  | ۴ | ۰ | -             | قهرمان        | -            | -             |
| ۱۰   | لس آنجلس         | ۲۵         | ۱۲             | ۱۳            | ۴  | ۱ | ۳ | -             | -             | فینال        | -             |
| ۲۱   | اینتر میامی      | ۱۰         | ۶              | ۴             | ۱  | ۱ | ۲ | -             | -             | -            | یک‌چهارم نهایی |

### کونمبول
| رتبه | تیم                | امتیاز کلی | امتیاز مسابقات | امتیاز بازی‌ها | ب  | م  | ش  | عملکرد        | عملکرد        | عملکرد        | عملکرد        |
| رتبه | تیم                | امتیاز کلی | امتیاز مسابقات | امتیاز بازی‌ها | ب  | م  | ش  | ۲۰۲۱          | ۲۰۲۲          | ۲۰۲۳          | ۲۰۲۴          |
| ---- | ------------------ | ---------- | -------------- | ------------- | -- | -- | -- | ------------- | ------------- | ------------- | ------------- |
| ۱    | فلامینگو           | ۱۴۱        | ۴۵             | ۹۶            | ۲۹ | ۹  | ۶  | فینال         | قهرمان        | یک‌هشتم نهایی  | یک‌چهارم نهایی |
| ۲    | پالمیراس           | ۱۴۰        | ۴۵             | ۹۵            | ۲۷ | ۱۴ | ۴  | قهرمان        | نیمه نهایی    | نیمه نهایی    | یک‌هشتم نهایی  |
| ۳    | اتلتیکو مینیرو     | ۱۲۲        | ۴۲             | ۸۰            | ۲۲ | ۱۴ | ۷  | نیمه نهایی    | یک‌چهارم نهایی | یک‌هشتم نهایی  | فینال         |
| ۴    | ریور پلاته         | ۱۰۳        | ۳۳             | ۷۰            | ۲۰ | ۱۰ | ۸  | یک‌چهارم نهایی | یک‌هشتم نهایی  | یک‌هشتم نهایی  | نیمه نهایی    |
| ۵    | فلومیننزه          | ۹۷         | ۳۳             | ۶۴            | ۱۸ | ۱۰ | ۵  | یک‌چهارم نهایی | -             | قهرمان        | یک‌چهارم نهایی |
| ۶    | بوکا جونیورز       | ۷۱         | ۲۷             | ۴۴            | ۱۰ | ۱۴ | ۵  | یک‌هشتم نهایی  | یک‌هشتم نهایی  | فینال         | -             |
| ۷    | اتلتیکو پارانائنزه | ۵۹         | ۲۱             | ۳۸            | ۱۱ | ۵  | ۵  | -             | فینال         | یک‌هشتم نهایی  | -             |
| ۸    | الیمپیا            | ۵۷         | ۲۱             | ۳۶            | ۱۰ | ۶  | ۱۰ | یک‌چهارم نهایی | مرحله گروهی   | یک‌چهارم نهایی | -             |
| ۹    | ناسیونال           | ۵۷         | ۱۸             | ۳۹            | ۱۰ | ۹  | ۹  | مرحله گروهی   | مرحله گروهی   | یک‌هشتم نهایی  | یک‌هشتم نهایی  |
| ۱۰   | سائو پائولو        | ۵۳         | ۱۸             | ۳۵            | ۹  | ۸  | ۳  | یک‌چهارم نهایی | -             | -             | یک‌چهارم نهایی |
| ۲۲   | بوتافوگو           | ۳۷         | ۱۵             | ۲۲            | ۶  | ۴  | ۳  | -             | -             | -             | قهرمان        |

### اواف‌سی
| رتبه | تیم         | امتیاز کلی | امتیاز مسابقات | امتیاز بازی‌ها | ب  | م | ش | عملکرد      | عملکرد     | عملکرد     |
| رتبه | تیم         | امتیاز کلی | امتیاز مسابقات | امتیاز بازی‌ها | ب  | م | ش | ۲۰۲۲        | ۲۰۲۳       | ۲۰۲۴       |
| ---- | ----------- | ---------- | -------------- | ------------- | -- | - | - | ----------- | ---------- | ---------- |
| ۱    | اوکلند سیتی | ۶۶         | ۲۷             | ۳۹            | ۱۲ | ۳ | ۰ | قهرمان      | قهرمان     | قهرمان     |
| ۲    | پیرائه      | ۳۱         | ۱۵             | ۱۶            | ۴  | ۴ | ۱ | -           | نیمه نهایی | فینال      |
| ۳    | روا         | ۲۰         | ۹              | ۱۱            | ۳  | ۲ | ۲ | مرحله گروهی | -          | نیمه نهایی |
| ۴    | ونوس        | ۱۸         | ۹              | ۹             | ۳  | ۰ | ۲ | فینال       | -          | -          |
| ۵    | سووا        | ۱۷         | ۹              | ۸             | ۲  | ۲ | ۱ | -           | فینال      | -          |

### یوفا
| رتبه | تیم             | امتیاز کلی | امتیاز مسابقات | امتیاز بازی‌ها | ب  | م  | ش  | عملکرد        | عملکرد        | عملکرد        | عملکرد        |
| رتبه | تیم             | امتیاز کلی | امتیاز مسابقات | امتیاز بازی‌ها | ب  | م  | ش  | ۲۱–۲۰۲۰       | ۲۲–۲۰۲۱       | ۲۳–۲۰۲۲       | ۲۴–۲۰۲۳       |
| ---- | --------------- | ---------- | -------------- | ------------- | -- | -- | -- | ------------- | ------------- | ------------- | ------------- |
| ۱    | منچستر سیتی     | ۱۲۳        | ۴۵             | ۷۸            | ۳۴ | ۱۰ | ۴  | فینال         | نیمه نهایی    | قهرمان        | یک‌چهارم نهایی |
| ۲    | رئال مادرید     | ۱۱۹        | ۴۶             | ۷۳            | ۳۲ | ۹  | ۹  | نیمه نهایی    | قهرمان        | نیمه نهایی    | قهرمان        |
| ۳    | بایرن مونیخ     | ۱۰۸        | ۴۱             | ۶۷            | ۳۰ | ۷  | ۵  | یک‌چهارم نهایی | یک‌چهارم نهایی | یک‌چهارم نهایی | نیمه نهایی    |
| ۴    | پاری سن-ژرمن    | ۸۵         | ۴۰             | ۴۵            | ۱۹ | ۷  | ۱۴ | نیمه نهایی    | یک‌هشتم نهایی  | یک‌هشتم نهایی  | نیمه نهایی    |
| ۵    | چلسی            | ۷۹         | ۳۲             | ۴۷            | ۲۱ | ۵  | ۷  | قهرمان        | یک‌چهارم نهایی | یک‌چهارم نهایی | -             |
| ۶    | بروسیا دورتموند | ۷۹         | ۳۵             | ۴۴            | ۱۸ | ۸  | ۱۱ | یک‌چهارم نهایی | مرحله گروهی   | یک‌هشتم نهایی  | فینال         |
| ۷    | اینتر میلان     | ۷۶         | ۳۴             | ۴۲            | ۱۶ | ۱۰ | ۹  | مرحله گروهی   | یک‌هشتم نهایی  | فینال         | یک‌هشتم نهایی  |
| ۸    | لیورپول         | ۷۶         | ۳۱             | ۴۵            | ۲۱ | ۳  | ۷  | یک‌چهارم نهایی | فینال         | یک‌هشتم نهایی  | -             |
| ۹    | پورتو           | ۶۸         | ۳۲             | ۳۶            | ۱۶ | ۴  | ۱۲ | یک‌چهارم نهایی | مرحله گروهی   | یک‌هشتم نهایی  | یک‌هشتم نهایی  |
| ۱۰   | اتلتیکو مادرید  | ۶۷         | ۳۳             | ۳۴            | ۱۲ | ۱۰ | ۱۲ | یک‌هشتم نهایی  | یک‌چهارم نهایی | مرحله گروهی   | یک‌چهارم نهایی |
| ۱۱   | لایپزیگ         | ۶۲         | ۳۱             | ۳۱            | ۱۴ | ۳  | ۱۳ | یک‌هشتم نهایی  | مرحله گروهی   | یک‌هشتم نهایی  | یک‌هشتم نهایی  |
| ۱۲   | بارسلونا        | ۶۱         | ۲۷             | ۳۴            | ۱۵ | ۴  | ۱۱ | یک‌هشتم نهایی  | مرحله گروهی   | مرحله گروهی   | یک‌چهارم نهایی |
| ۱۳   | بنفیکا          | ۵۲         | ۲۴             | ۲۸            | ۱۰ | ۸  | ۸  | -             | یک‌چهارم نهایی | یک‌چهارم نهایی | مرحله گروهی   |
| ۱۴   | یوونتوس         | ۴۷         | ۲۲             | ۲۵            | ۱۲ | ۱  | ۹  | یک‌هشتم نهایی  | یک‌هشتم نهایی  | مرحله گروهی   | -             |
| ۱۵   | ناپولی          | ۴۲         | ۱۹             | ۲۳            | ۱۰ | ۳  | ۵  | -             | -             | یک‌چهارم نهایی | یک‌هشتم نهایی  |
| ۱۶   | سویا            | ۴۲         | ۲۱             | ۲۱            | ۶  | ۹  | ۱۱ | یک‌هشتم نهایی  | مرحله گروهی   | مرحله گروهی   | مرحله گروهی   |
| ۱۷   | میلان           | ۴۱         | ۱۹             | ۲۲            | ۸  | ۶  | ۱۰ | -             | مرحله گروهی   | نیمه نهایی    | مرحله گروهی   |
| ۱۸   | ردبول سالزبورگ  | ۴۰         | ۲۱             | ۱۹            | ۶  | ۷  | ۱۳ | مرحله گروهی   | یک‌هشتم نهایی  | مرحله گروهی   | مرحله گروهی   |
| ۱۹   | آژاکس           | ۳۹         | ۱۷             | ۲۲            | ۱۰ | ۲  | ۸  | مرحله گروهی   | یک‌هشتم نهایی  | مرحله گروهی   | -             |
| ۲۰   | لاتزیو          | ۳۵         | ۱۸             | ۱۷            | ۶  | ۵  | ۵  | یک‌هشتم نهایی  | -             | -             | یک‌هشتم نهایی  |

## مسابقه پلی آف
در ابتدا قرار بود لئون به عنوان قهرمان لیگ قهرمانان کونکاکاف ۲۰۲۳ در این مسابقات شرکت کند. در ۲۱ مارس ۲۰۲۵، این تیم به دلیل نقض قوانین کمیته تجدیدنظر فیفا در مورد مالکیت چند باشگاهی از این رقابت‌ها حذف شد، زیرا لئون و پاچوکا مالک یکسانی دارند. در ۶ مه ۲۰۲۵، دادگاه حکمیت ورزش درخواست تجدیدنظر لئون، پاچوکا و آلاخولنسه، که در ابتدا پرونده را به فیفا ارجاع داد. اخراج لئون توسط فیفا تأیید شد، را رد کرد. در عوض، جایگاه آنها در جام جهانی باشگاه‌ها به برنده مسابقه پلی آف بین لس آنجلس، نایب قهرمان لیگ قهرمانان کونکاکاف ۲۰۲۳ پس از لئون، و کلاب آمریکا، تیم برتر رده‌بندی کنفدراسیون کونکاکاف در پایان جام قهرمانان کونکاکاف ۲۰۲۴، اعطا خواهد شد. در ۱۶ مه ۲۰۲۵، فیفا رسماً اعلام کرد که این مسابقه در ۳۱ مه به میزبانی باشگاه فوتبال لس آنجلس در ورزشگاه بی‌ام‌او در لس آنجلس برگزار خواهد شد.
| لس آنجلس                 | ۲–۱ (و.ا.) | آمریکا                   |
| ------------------------ | ---------- | ------------------------ |
| - خسوس ۸۹' - بوانگا ۱۱۵' | گزارش      | - رودریگوئز ۶۴' (پنالتی) |

| لس آنجلس | آمریکا |

| GK              | 1  | اوگو لیوریس     |      |           |
| RB              | 14 | سرجی پالنسیا    | '66  |           |
| CB              | 33 | آرون لانگ (ک)   |      | '106      |
| CB              | 4  | ادی سگورا       |      |           |
| LB              | 24 | رایان هولینگزهد |      |           |
| CM              | 8  | مارک دلگادو     | '62  | '74       |
| CM              | 6  | ایگور خسوس      | '59  |           |
| CM              | 11 | تیموتی تیلمان   | '110 |           |
| RF              | 27 | ناتان اورداز    |      | '68       |
| CF              | 17 | جرمی ابوبیس     |      | '74       |
| LF              | 99 | دنیس بوانگا     |      |           |
| تعویض‌ها:        |    |                 |      |           |
| FW              | 30 | دیوید مارتینز   |      | '68       |
| FW              | 9  | الیویه ژیرو     |      | '74       |
| FW              | 22 | چنگیز اوندر     |      | '74 '90+4 |
| FW              | 23 | فرانکی آمایا    | '104 | '90+4     |
| DF              | 5  | مارلون          |      | '106      |
| MF              | 20 | یا ییبواه       |      | '120      |
| DF              | 21 | رایان راپوسو    |      | '120      |
| سرمربی:         |    |                 |      |           |
| استیو چاروندولو |    |                 |      |           |

| GK           | 1  | لوئیس مالاگون      |      |     |
| RB           | 3  | اسرائیل ریس        | '119 |     |
| CB           | 4  | سباستین کاسیرس     | '18  | '85 |
| CB           | 5  | کوین آلوارس        |      | '91 |
| LB           | 26 | کریستین برخا       |      | '91 |
| CM           | 28 | اریک سانچز         |      |     |
| CM           | 13 | آلن سروانتس        |      | '46 |
| RW           | 17 | الخاندرو زندجاس    | '89  | '89 |
| AM           | 8  | الوارو فیدالگو (ک) |      |     |
| LW           | 11 | ویکتور داویلا      |      | '46 |
| CF           | 27 | رودریگو آگویره     |      | '89 |
| تعویض‌ها:     |    |                    |      |     |
| MF           | 6  | جاناتان دوس سانتوس |      | '46 |
| MF           | 7  | برایان رودریگوئز   |      | '46 |
| DF           | 29 | رامون خوارز        |      | '85 |
| DF           | 32 | میگل واسکز         |      | '89 |
| DF           | 18 | کریستین کالدرون    |      | '89 |
| MF           | 10 | دیگو والدز         |      | '91 |
| MF           | 24 | یاویرو دیلروسون    |      | '91 |
| سرمربی:      |    |                    |      |     |
| آندره ژاردین |    |                    |      |     |

| بهترین بازیکن بازی: دنیس بوانگا (لس آنجلس) کمک‌داوران: برونو پیرز (برزیل) برونو بوسچیلیا (برزیل) داور چهارم: رامون آباتی (برزیل) |